# Alcúdia Ràdio
Alcúdia Ràdio és una emissora municipal i pública situada a la localitat d'Alcúdia, a l'illa de Mallorca, que va començar a emetre l'any 1991. Aquesta ràdio té com a objectiu principal oferir continguts locals i donar veu als habitants d'Alcúdia, mantenint una programació centrada en les notícies locals, la música i els esdeveniments importants de la zona.

## Història
Alcúdia Ràdio va ser fundada el 1991 per l'Ajuntament d'Alcúdia amb la intenció de tenir una emissora pública que fos un canal de comunicació directe amb els veïns del municipi. Des dels seus inicis, l'emissora ha tingut un paper destacat en la dinamització social i cultural de la població, amb especial èmfasi en la divulgació d'informació local i la promoció de la cultura mallorquina.

## Programació
Alcúdia Ràdio té una programació variada que cobreix diferents gèneres i interessos. La seva oferta inclou:
- Notícies locals: Actualitzacions diàries sobre el que passa al municipi d'Alcúdia.
- Música: Programes musicals amb una barreja de música local i internacional, amb especial atenció a la música en català i la música popular mallorquina.
- Entrevistes i tertúlies: Espais dedicats a entrevistar a persones rellevants del municipi, així com tertúlies sobre temes d'actualitat i cultura.
- Esdeveniments locals: Cobertura d'activitats i esdeveniments que tenen lloc a la ciutat, com festes populars, esdeveniments esportius i activitats culturals.

## Presència en línia
A més de la seva emissió a la freqüència FM, Alcúdia Ràdio també es pot escoltar a través de la seva pàgina web oficial. Aquesta presència digital permet que l'emissora arribi a una audiència més àmplia, incloent oients fora de Mallorca.
L'emissora també ofereix continguts per a la seva audiència a través de les xarxes socials, com Facebook, on comparteix notícies, programes i esdeveniments del municipi. Alcúdia Ràdio utilitza les plataformes digitals per interactuar amb els seus oients i fomentar la participació ciutadana.

## Impacte social i cultural
Alcúdia Ràdio juga un paper important en la vida social i cultural de la comunitat local. A més de cobrir temes d'actualitat i esdeveniments del municipi, l'emissora promou iniciatives locals i ofereix una plataforma per a la difusió de la cultura mallorquina, des de la música fins a l'art local.
L'emissora també col·labora amb diverses entitats locals, incloent escoles, associacions culturals i organitzacions socials, per impulsar projectes de caràcter educatiu, cultural i de sensibilització ciutadana.